# 山栖豹蛛
山栖豹蛛（学名：Pardosa monticola）为狼蛛科豹蛛属的动物。其种加词“monticola”意为“生长在山地的”。分布于奥地利、意大利、波兰、罗马利亚、保加利亚、俄罗斯以及中国大陆的新疆、甘肃、黑龙江、内蒙古等地，一般栖息于草丛、果园以及旱作农田。该物种的模式产地在欧洲。